# Réseau routier de l'Aisne
Cet article présente l'histoire, les caractéristiques et les événements significatifs ayant marqué le réseau routier du département de l'Aisne en France.
Le réseau routier de l'Aisne a eu un développement progressif.
Au 31 décembre 2017, la longueur totale du réseau routier du département de l'Aisne est de 11 417 kilomètres, se répartissant en 145 kilomètres d'autoroutes, 164 kilomètres de routes nationales, 5 438 kilomètres de routes départementales et 5 670 kilomètres de voies communales.

## Histoire

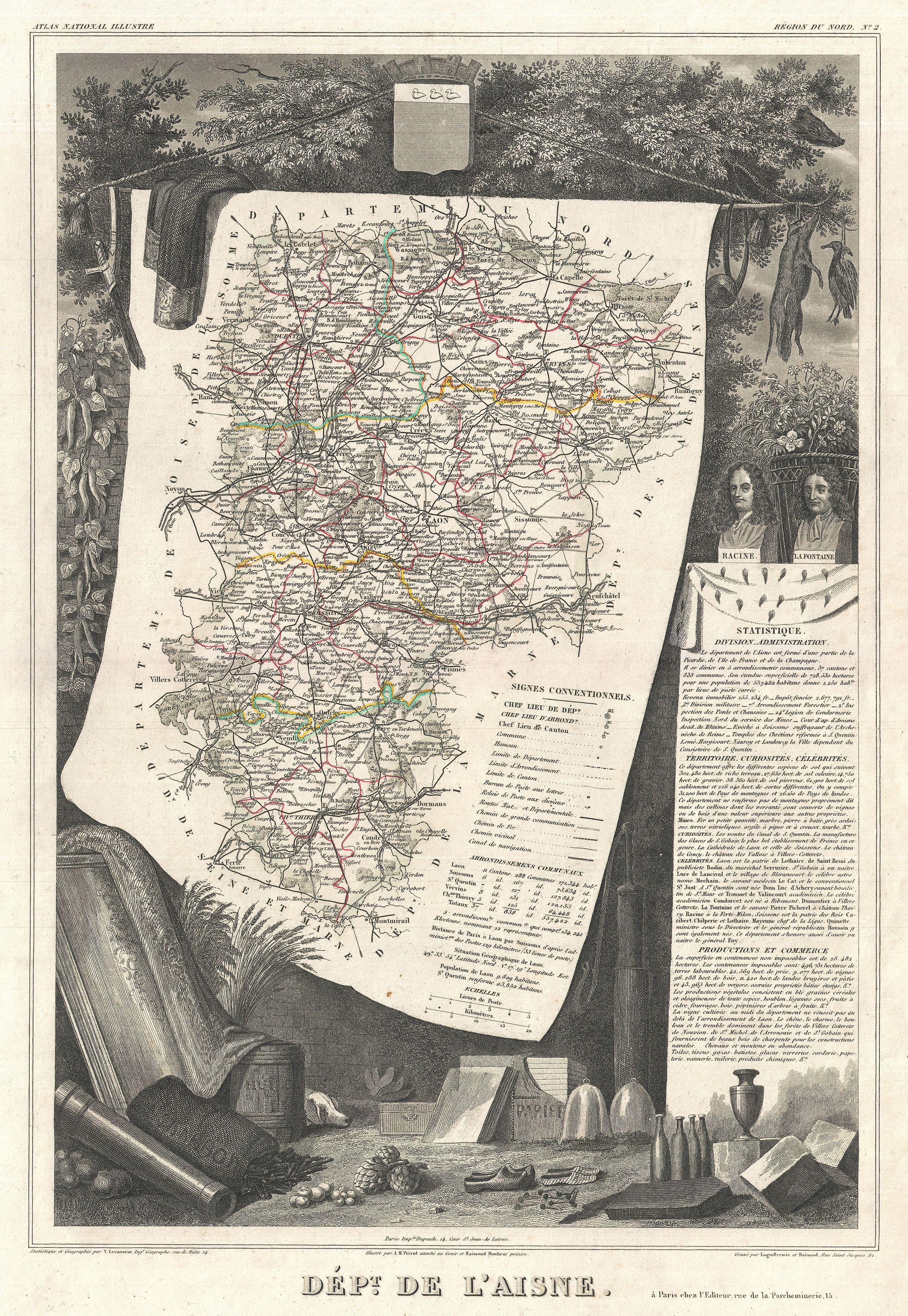
Carte Levasseur du département de l'Aisne (1852)

### XVIIIesiècle
De 1750 à 1784, l’ensemble du réseau routier est pour la première fois cartographié à grande échelle (au 86400e) et de manière complète par Cassini de Thury, à la demande de Louis XV. Ces cartes sont d’une grande richesse toponymique, mais d’une grande pauvreté quant à la figuration du relief et de l’altimétrie. De même les chemins secondaires sont rarement représentés, du fait d’une part de leur état médiocre, d’autre part de leur faible importance économique.

### XIXesiècle
L’Atlas national illustré réalisé par Victor Levasseur est un précieux témoignage du XIXe siècle, les cartes coloriées à la main sont entourées de gravures indiquant statistiques, notes historiques et illustrations caractéristique des départements. Sur ces cartes sont représentées les routes, voies ferrées et voies d'eau. Par ailleurs, les départements sont divisés en arrondissements, cantons et communes.

### XXesiècle

#### Réforme de 1930
Devant l'état très dégradé du réseau routier au lendemain de la Première Guerre mondiale et l'explosion de l'industrie automobile, l'État, constatant l'incapacité des collectivités territoriales à remettre en état le réseau routier pour répondre aux attentes des usagers, décide d'en prendre en charge une partie. L'article 146 de la loi de finances du 16 avril 1930 prévoit ainsi le classement d'une longueur de l'ordre de 40 000 kilomètres de routes départementales dans le domaine public routier national.
En ce qui concerne le département de l'Aisne, ce classement devient effectif à la suite du décret du 28 décembre 1930.

#### Réforme de 1972
En 1972, un mouvement inverse est décidé par l'État. La loi de finances du 29 décembre 1971 prévoit le transfert dans la voirie départementale de près de 53 000 kilomètres de routes nationales. Le but poursuivi est :
- d'obtenir une meilleure responsabilité entre l'État et les collectivités locales en fonction de l'intérêt économique des différents réseaux,
- de permettre à l'État de concentrer ses efforts sur les principales liaisons d'intérêt national,
- d'accroître les responsabilités des assemblées départementales dans le sens de la décentralisation souhaitée par le gouvernement,
- d'assurer une meilleure gestion et une meilleure programmation de l'ensemble des voies.

Le transfert s'est opéré par vagues et par l'intermédiaire de plusieurs décrets publiés au Journal Officiel. Après concertation, la très grande majorité des départements a accepté le transfert qui s'est opéré dès 1972. En ce qui concerne le département de l'Aisne, le transfert est acté avec un arrêté interministériel publié au journal officiel le 27 décembre 1972.

#### Réforme de 2005
Une nouvelle vague de transferts de routes nationales vers les départements intervient avec la loi du 13 août 2004 relative aux libertés et responsabilités locales, un des actes législatifs entrant dans le cadre des actes II de la décentralisation où un grand nombre de compétences de l'État ont été transférées aux collectivités locales. Dans le domaine des transports, certaines parties des routes nationales sont transférées aux départements et, pour une infime partie, aux communes (les routes n'assurant des liaisons d'intérêt départemental).
Le décret en Conseil d’État définissant le domaine routier national prévoit ainsi que l’État conserve la propriété de 8 000 kilomètres d’autoroutes concédées et de 11 800 kilomètres de routes nationales et autoroutes non concédées et qu'il cède aux départements un réseau de 18 000 kilomètres.
Dans le département de l'Aisne, le transfert est décidé par arrêté préfectoral signé le 29 décembre 2005. 278 kilomètres de routes nationales sont déclassées. La longueur du réseau routier national dans le département passe ainsi de 442 kilomètres en 2004 à 181 en 2006 pendant que celle du réseau départemental s'accroît de 5 303 à 5 499 kilomètres.

## Caractéristiques

### Consistance du réseau
Le réseau routier comprend cinq catégories de voies : les autoroutes et routes nationales appartenant au domaine public routier national et gérées par l'État, les routes départementales appartenant au domaine public routier départemental et gérées par les conseils généraux et les voies communales et chemins ruraux appartenant respectivement aux domaines public et privé des communes et gérées par les municipalités. Le linéaire de routes par catégories peut évoluer avec la création de routes nouvelles ou par transferts de domanialité entre catégories par classement ou déclassement, lorsque les fonctionnalités de la route ne correspondent plus à celle attendues d'une route de la catégorie dans laquelle elle est classée. Ces transferts peuvent aussi résulter d'une démarche globale de transfert de compétences d'une collectivité vers une autre.
Au 31 décembre 2017, la longueur totale du réseau routier du département de l'Aisne est de 11 416,579 kilomètres, se répartissant en 145 kilomètres d'autoroutes, 163,579 kilomètres de routes nationales, 5 438 kilomètres de routes départementales et 5 670 kilomètres de voies communales.
Trois grandes réformes ont contribué à faire évoluer notablement cette répartition : 1930, 1972 et 2005.
L'évolution du réseau routier entre 2002 et 2017 est présentée dans le tableau ci-après.
|                        | 2002   | 2003   | 2004   | 2005   | 2006   | 2007   | 2008   | 2009   | 2010   | 2011   | 2012   | 2013   | 2014   | 2015   | 2016   | 2017   |
| ---------------------- | ------ | ------ | ------ | ------ | ------ | ------ | ------ | ------ | ------ | ------ | ------ | ------ | ------ | ------ | ------ | ------ |
| Autoroutes             | 145    | 145    | 145    | 145    | 145    | 145    | 145    | 145    | 145    | 145    | 145    | 145    | 145    | 145    | 145    | 145    |
| Routes nationales      | 442    | 442    | 442    | 176    | 181    | 165    | 164    | 164    | 164    | 164    | 164    | 164    | 164    | 164    | 164    | 164    |
| Routes départementales | 5 321  | 5 305  | 5 303  | 5 243  | 5 499  | 5 490  | 5 477  | 5 477  | 5 473  | 5 468  | 5 461  | 5 453  | 5 451  | 5 446  | 5 442  | 5 438  |
| Voies communales       | 4 905  | 4 932  | 5 031  | 5 123  | 5 197  | 5 393  | 5 393  | 5 504  | 5 545  | 5 545  | 5 579  | 5 602  | 5 602  | 5 621  | 5 653  | 5 670  |
| TOTAL                  | 10 813 | 10 824 | 10 921 | 10 687 | 11 022 | 11 193 | 11 179 | 11 290 | 11 327 | 11 322 | 11 349 | 11 364 | 11 362 | 11 376 | 11 404 | 11 417 |

## Routes principales

### Routes européennes
(Anvers ↔ Lille ↔ Saint-Quentin ↔ Laon ↔ Reims ↔ Beaune)
La route européenne 17 traverse le département de l'Aisne. Cette route a le même tracé que l'A 26 dans le département de l'Aisne.
 (Le Havre ↔ Amiens ↔ Saint-Quentin ↔ Guise ↔ La Capelle ↔ Hirson ↔ Charleville-Mézières ↔ Giessen)
La route européenne 44 traverse le département de l'Aisne en passant par Saint-Quentin, Guise, La Capelle et Hirson. Elle reprend le même tracé que l'A 29 puis de la RD 1029 entre Saint-Quentin et La Capelle et de la route départementale 1043 depuis La Capelle dans l'Aisne.
 (Cherbourg-Octeville ↔ Caen ↔ Rouen ↔ Beauvais ↔ Compiègne ↔ Soissons ↔ Reims ↔ Charleville-Mézières ↔ Liège)
La route européenne 46 traverse le département de l'Aisne en passant par Soissons puis Braine. Elle reprend le même tracé que la route nationale 31 au niveau du département de l'Aisne.

### Autoroutes
A4 (Paris ↔ Reims ↔ Metz ↔ Strasbourg)
L'A 4 traverse l'Aisne sur une distance de 40,2 km, elle dessert le département grâce à une sortie au niveau de Château-Thierry, de plus deux aires de repos sont situées tout au long du tronçon.
A26 (Calais ↔ Arras ↔ Cambrai ↔ Laon ↔ Reims ↔ Châlons-en-Champagne ↔ Troyes)
L'A 26 traverse l'Aisne sur une distance de 96,9 km, elle dessert le département grâce à 5 sorties, de plus six aires de repos sont situées tout au long du tronçon.
A29 (Saint-Quentin ↔ Amiens ↔ Le Havre)
L'A 29 traverse l'Aisne sur une distance de 11,4 km, elle ne dessert pas le département et aucune aire de repos n'est située tout au long du tronçon car l'autoroute rejoint l'A 26 à Saint-Quentin.

### Routes nationales
N 2 (Paris ↔ Villers-Cotterêts ↔ Soissons ↔ Laon ↔ Vervins ↔ Avesnes-sur-Helpe ↔ Maubeuge)
La route nationale 2 traverse l'Aisne sur une distance de 127,5 km, elle dessert les communes de Villers-Cotterêts, Soissons, Laon, Marle, Vervins et La Capelle.
N 31 (Rouen ↔ Beauvais ↔ Compiègne ↔ Soissons ↔ Reims)
La route nationale 31 traverse l'Aisne sur une distance de 45 km, elle dessert les communes de Vic-sur-Aisne, Soissons et Braine.

### Routes départementales

#### Principales
D 1043 (Calais ↔ Cambrai ↔ Hirson ↔ Charleville-Mézières ↔ Montmédy ↔ Sainte-Ruffine)
La route départementale 1043 était baptisée avant RN 43 avant son déclassement en 2006. Elle traverse l'Aisne sur une distance de 49,8 km, elle dessert les communes du Nouvion-en-Thiérache, La Capelle, Hirson.
D 1029 (Yvetot ↔ Amiens ↔ Saint-Quentin ↔ La Capelle)
La route départementale 1029 était baptisée avant RN 29 avant son déclassement en 2006. Elle traverse l'Aisne sur une distance de 66,7 km, elle dessert les communes de Saint-Quentin, Guise, La Capelle.
D 1044 (Cambrai ↔ Laon ↔ Reims ↔ Châlons-en-Champagne ↔ Vitry-le-François)
La route départementale 1044 était baptisée avant RN 44 avant son déclassement en 2006. Elle traverse l'Aisne sur une distance de 100 km, elle dessert les communes de Le Catelet, Saint-Quentin, La Fère, Laon.
D 1003 (Paris ↔ Reims ↔ Verdun ↔ Metz)
La route départementale 1003 était baptisée avant RN 3 avant son déclassement en 2006. Elle traverse l'Aisne sur une distance de 37,2 km, elle dessert les communes de Château-Thierry.

#### Importantes
D 1032 (Compiègne ↔ Noyon ↔ La Fère)
La route départementale 1032 était baptisée avant RN 32 avant son déclassement en 2006. Elle traverse l'Aisne sur une distance d'environ 29 km, elle dessert les communes de Chauny, Tergnier et La Fère. Elle rejoint la D 1044 au niveau de La Fère
D 925 (Soissons ↔ Neufchâtel-sur-Aisne ↔ Juniville ↔ Leffincourt)
La route départementale 925 était baptisée avant RN 325 avant d'être déclassée en 1972. Elle commence à Soissons et elle traverse l'Aisne sur une distance de 55,2 km. Elle dessert les communes de Vailly-sur-Aisne, la sortie 14 de l'A 26 et Neufchâtel-sur-Aisne.
D 934 (Coucy-le-Château-Auffrique ↔ Noyon ↔ Amiens)
La route départementale 934 était baptisée avant RN 334 avant d'être déclassée en 1972. Elle commence à Coucy-le-Château-Auffrique et elle traverse l'Aisne sur une distance d'environ 15 km. Elle dessert les communes de Coucy-le-Château-Auffrique.
D 936 (Melun ↔ Meaux ↔ Villers-Cotterêts)
La route départementale 936 était baptisée avant RN 36 avant d'être déclassée en 1972. Elle traverse l'Aisne sur une distance d'environ 12 km. Elle dessert les communes de La Ferté-Milon pour rejoindre le RN 2 à Villers-Cotterêts.
D 1 (Marchais-en-Brie ↔ Château-Thierry ↔ Soissons ↔ Chauny ↔ Saint-Quentin)
La route départementale 1 traverse sur une distance de 116 km. Elle commence son trajet à partir de RD 1029 Elle dessert à partir de Saint-Quentin, l'A26 à la sortie 11 Saint-Quentin-Sud puis les communes de Chauny, Soissons et Château-Thierry pour rejoindre la RD933 à Marchais-en-Brie.
D 933 (La Ferté-sous-Jouarre ↔ Montmirail ↔ Châlons-en-Champagne)
La route départementale 933 traverse l'Aisne sur une distance de 10,3 km. Elle est le prolongement de la route départementale 407 de la Seine-et-Marne. Cette route est prolongée dans la Marne par la route départementale 933. Elle dessert à partir de La Ferté-sous-Jouarre, la commune de Montmirail, Soissons et Château-Thierry pour rejoindre la RD3 à Châlons-en-Champagne.

## Réalisations ou événements récents
Cette section a pour objet de recenser les événements marquants concernant le domaine de la Route dans le département de l’Aisne depuis 1990. Seront ainsi citées les déclarations d’utilité publique, les débuts de travaux et les mises en service. Seuls les ouvrages les plus importants soit par leur coût, soit par leur impact (déviation de bourgs) seront pris en compte. De même, il est souhaitable de ne pas recenser les projets qui n’ont pas encore fait l’objet d’une utilité publique.
- Ouverture de la section Boves - Saint-Quentin de l'A29 en juin 2001
- Ouverture de la déviation de la RN 2 de Chavignon et d'Urcel en 2005.
- Ouverture de la déviation de la RN 2 de Pont-Rouge et de Laffaux en 2007.